# 吳園 (臺灣府城)
22°59′39″N 120°12′22″E / 22.994155°N 120.206051°E

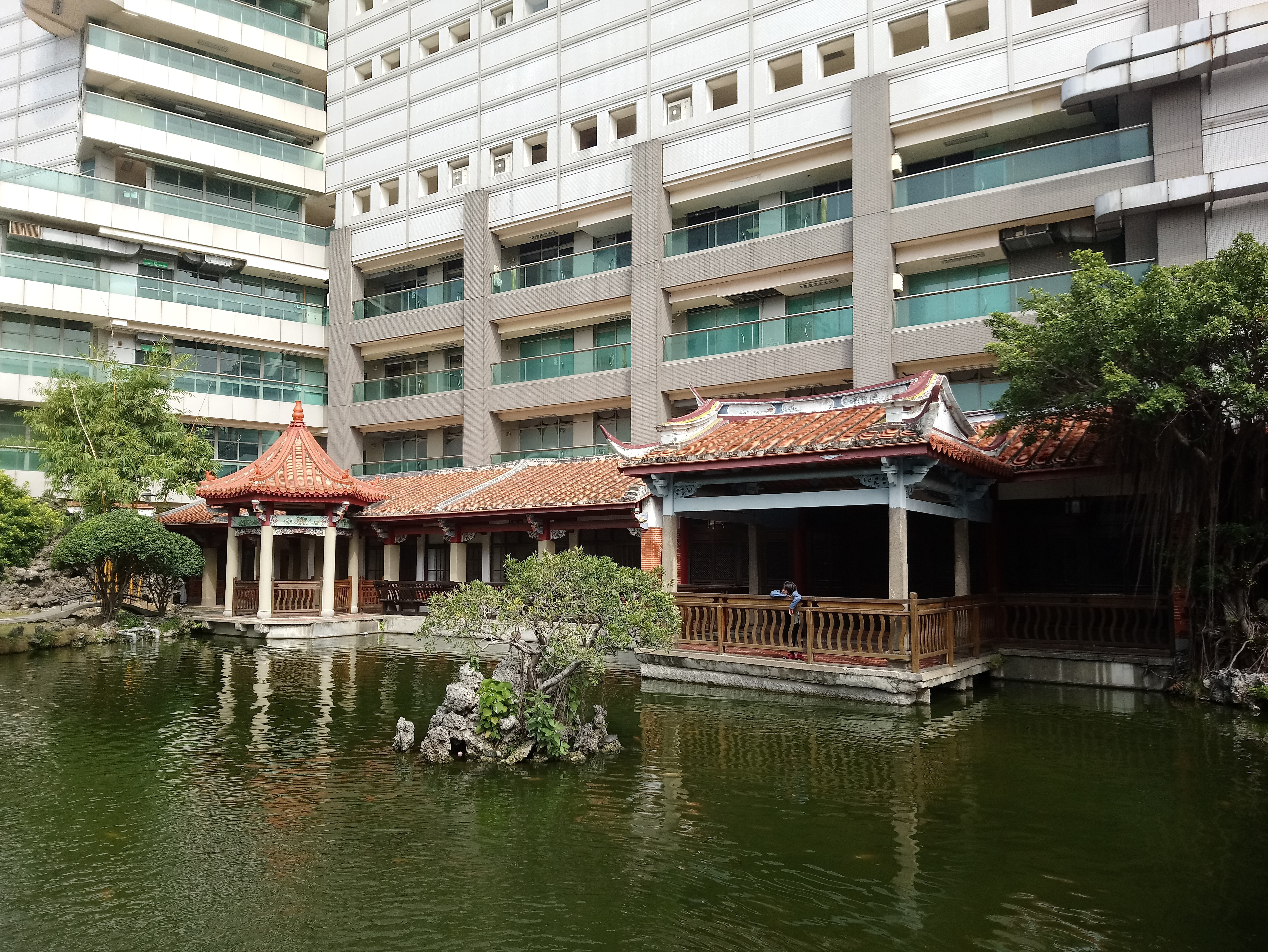
吳園水榭，後方為遠東百貨公園店

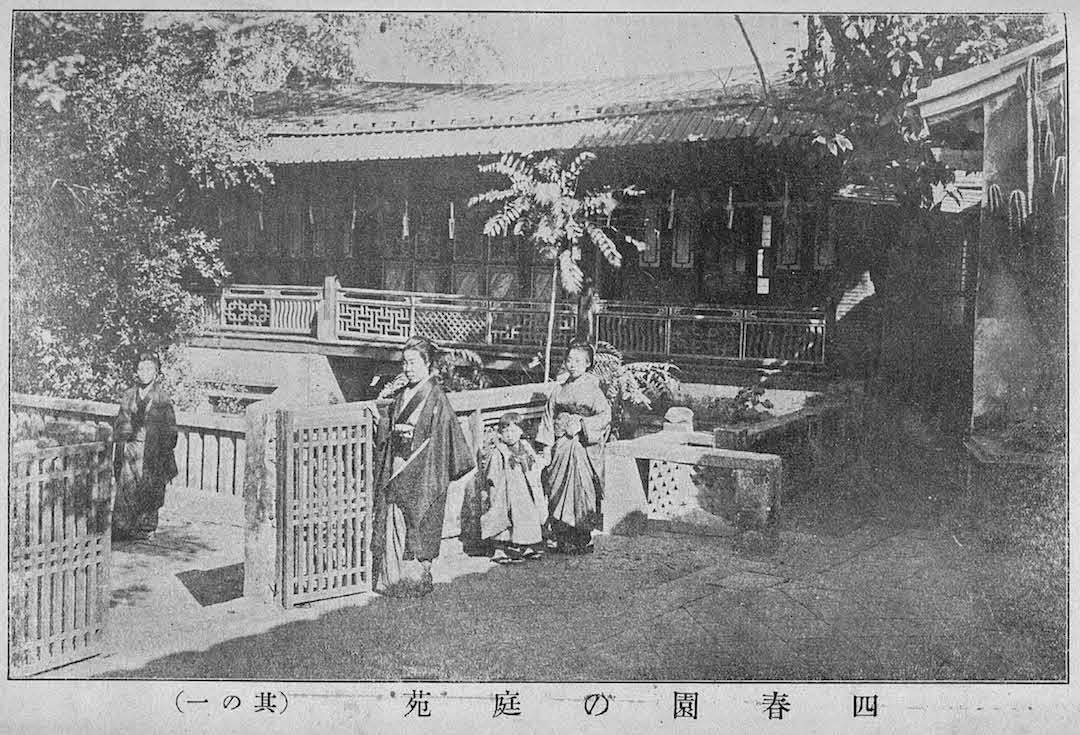
1900年的吳園

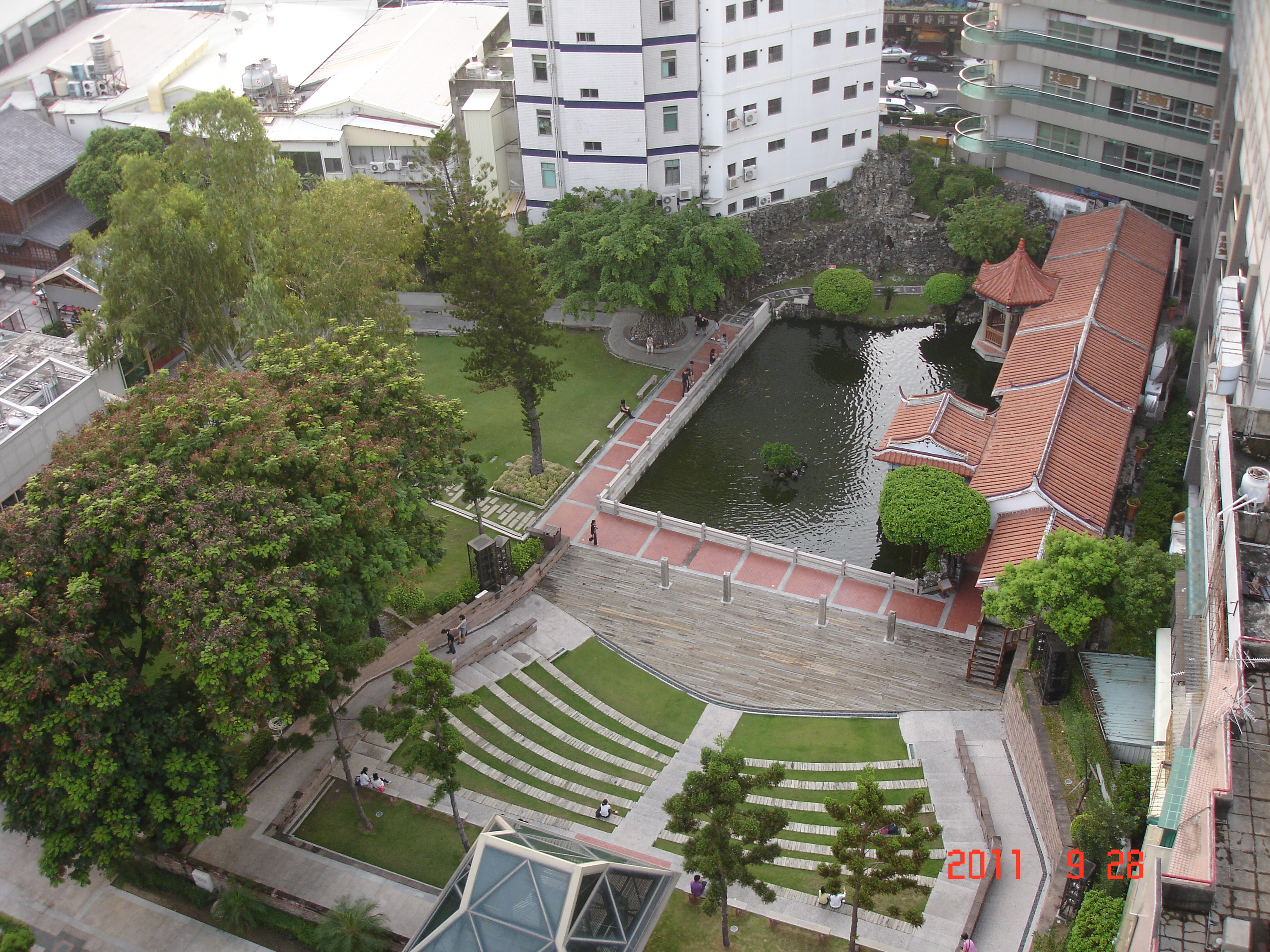
吳園

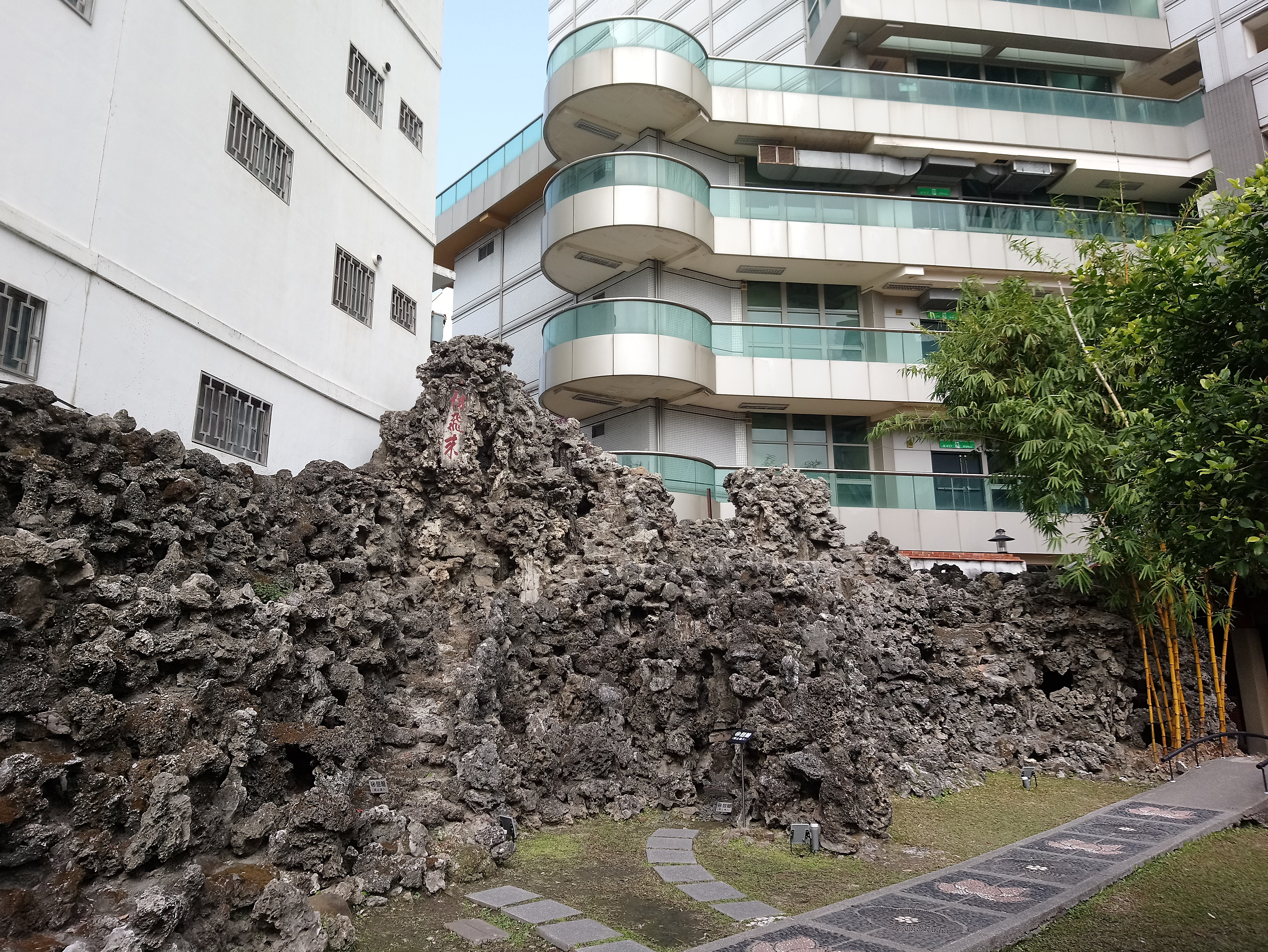
吳園假山

吳園，創建當時名為「紫春園」，位於台灣台南市中西區（過去臺灣府城的枋橋頭一帶），是清道光年間地方士紳吳尚新所建，與霧峰萊園、新竹北郭園及板橋林本源園邸合稱「台灣四大名園」。

## 沿革
吳園是清道光八年或九年（1828年或1829年）時，經營鹽業致富的吳尚新買下其宅地北邊荷蘭時期的通事何斌庭園整建而成，當時又稱「樓仔內」。因當時吳家財富堪稱府城第一，而有俚語「有樓仔內的富，也無樓仔內的厝；有樓仔內的厝，也無樓仔內的富。」
然而到了日治時期，吳家家道中落，產權為臺南廳所有，吳園的南邊在明治四十四年（1911年）興建了臺南公館（後稱臺南公會堂），西南方建有當時知名的四春園旅館，西北角於大正九年（1920年）臺南圖書館，北側於大正十一年（1922年）興建了「臺南市水浴場」（即游泳池）。而四春園旅館、臺南圖書館和臺南市水浴場在民國63年（1974年）被賣給了遠東百貨公司，即今遠百公園店所在地。
民國83年（1994年）臺南社教館（今國立臺南生活美學館）從原臺南公會堂遷走後，此地曾有改建商業大樓之議，後作廢，園子遂能保存至今。
民國107年（2018年）9月9日，設在吳園水榭的「王育德紀念館」正式開幕。